# Otto Mencke
Otto Mencke (Oldemburgo, 22 de marzo de 1644 - Leipzig, 18 de marzo de 1707) fue un filósofo y científico alemán del siglo XVII. Obtuvo su doctorado en la Universidad de Leipzig en 1666 con una tesis dirigida por Jakob Thomasius y titulada: Ex Theologia naturali - De Absoluta Dei Simplicitate, Micropolitiam, id est Rempublicam In Microcosmo Conspicuam.
Fue el fundador de la primera revista científica alemana en 1682, Acta Eruditorum. Fue profesor de filosofía Moral en la Universidad de Leipzig, pero es más conocido por su genealogía científica, un notable linaje de matemáticos entre los que se encuentran Carl Friedrich Gauss y David Hilbert. La base de datos Mathematics Genealogy Project recoge 43.250 matemáticos y otros científicos en este linaje (abril de 2008) .
Isaac Newton y Mencke mantuvieron correspondencia en 1693.